# Josep Sunyer i Raurell
Josep Sunyer i Raurell (Manresa, Vegueria del Bages, ~1673 - Manresa, 1751) fou un escultor del Barroc. Aprengué l'ofici al taller del seu avi Pau Sunyer (mort el 1694) i el seu pare, Josep Sunyer I (mort abans de 1682) juntament amb Lluís Generes i Francesc Grau.
L'aprenentatge el feu al costat de Pau Costa de Vic, amb qui tingué molts punts en comú. Col·laborà amb Francesc Grau en l'obra de la façana de migdia de la Santa Cova de Sant Ignasi, de Manresa, i amb el seu pare en els retaules del Roser, de Navarcles, i de Santa Maria de Cererols (1674). Després d'aquestes obres que es poden considerar d'iniciació, el dia 2 d'octubre de 1691 Josep Sunyer i Raurell signava una àpoca per un pagament a propòsit del retaule de Nostra Senyora de la Sagristia de Puigcerdà, on es deia que el seu cunyat Francesc Ferriol —que havia contractat l'obra— era mort.

## Catalunya del Nord
L'any 1696 Josep Sunyer treballaria per primera vegada a Prada, a la Catalunya del Nord, on l'haurien cridat els cònsols de la vila després de conèixer la seva intervenció a Puigcerdà. Així començà la relació de Sunyer amb terres del regne de França, però culturalment catalanes. El fet de realitzar un retaule com el de Puigcerdà —que seria la primera obra d'un taller manresà en aquestes contrades— li va obrir els mercats de la resta de la Cerdanya i del Conflent. Va ser la seva targeta de presentació davant els jurats de Prada l'any 1697.
L'encàrrec del retaule major de Sant Pere de Prada fou contractat el 28 de març de 1696 i, a partir de llavors, es traslladà a la Catalunya Nord, on establí durant una vintena d'anys un taller propi a Perpinyà. Era membre de la perpinyanesa confraria de Sant Lluc i a Prada, des d'on acaparà la major part de la contractació procedent dels comtats del Rosselló i la Cerdanya.
Josep Sunyer va constituir un taller molt ben organitzat a la Catalunya del Nord. La competent organització de l'obrador la pot certificar el recordatori dels nombrosos ajudants i aprenents que s'hi van formar, al marge de la feina que hi van fer, Pau Sunyer i Raurell, i el també escultor Lluís Baixa. Així, entre els aprenents consta l'any 1697 Joan Xambo.L'any 1703 hi va entrar Pere Navarre, que amb el temps es convertiria en un reputat mestre, autor entre altres obres del baldaquí de la catedral d'Elna i pare del també escultor Josep Navarre. Finalment l'any 1710 Sunyer es comprometia a formar Josep Bordas.

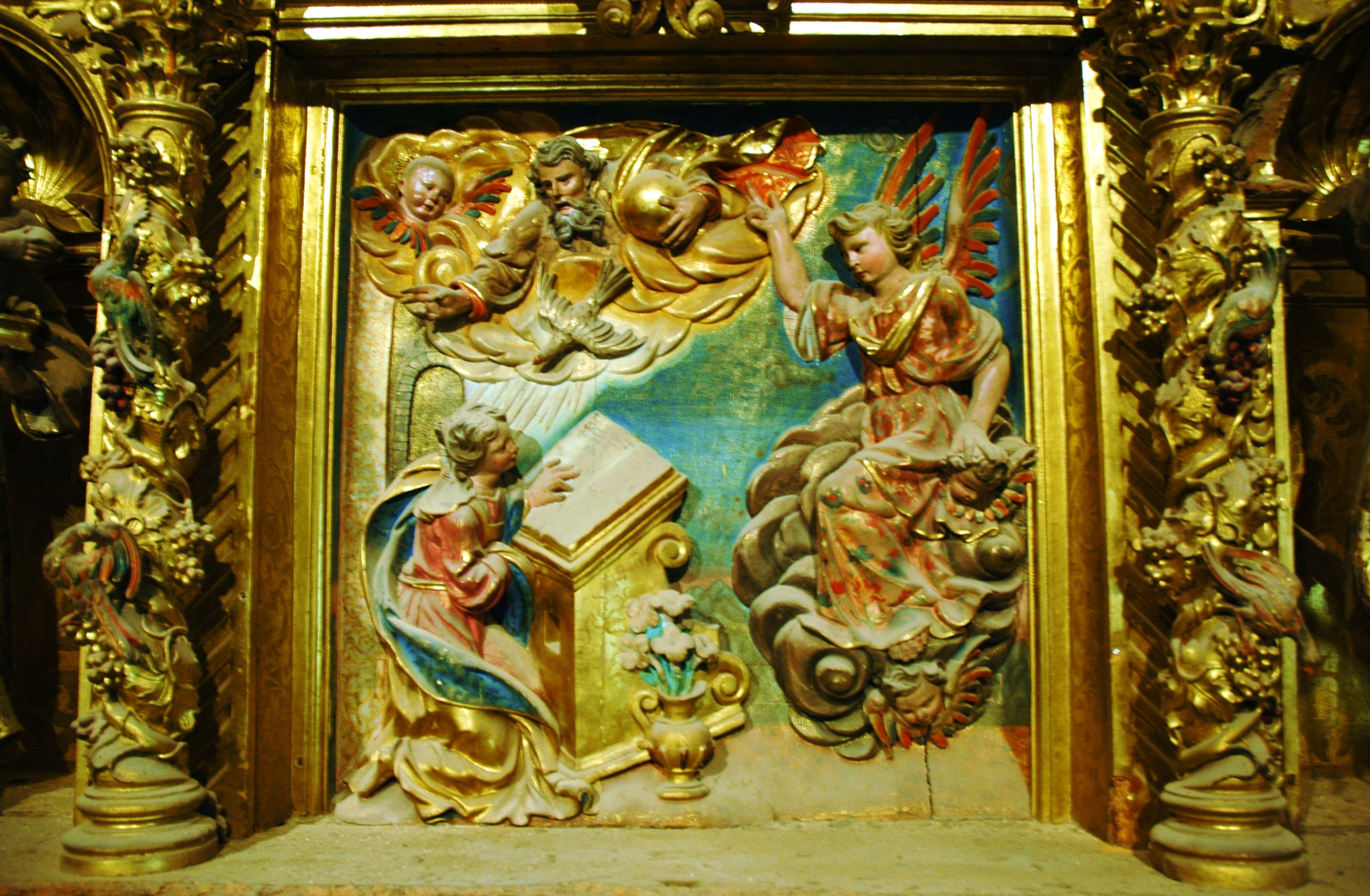
Detall del retaule de l'Anunciació atribuït a Josep Sunyer. Provinent de la capella privada del Mas d'en Girvés, de la comuna de Llo (Alta Cerdanya) i avui conservat al Palau dels Reis de Mallorca de Perpinyà

Durant aquest període tenia col·laboradors destacats com ara Jacint Morató i Soler, el germà de Josep, Pau Sunyer i Raurell i Fèlix Escribà (mort el 1755), daurador de la vila de Prada i casat amb una filla de Josep Sunyer i Raurell.
Josep Sunyer va formar part del Col·legi de Pintors, Escultors, Dauradors i Brodadors de Perpinyà des de 1698 fins a 1714 i en fou nomenat rector els anys 1713-1714.
El prestigi que li va reportar l'obra de Prada degué ser fonamental, perquè, poc abans d'acabar-la, el van cridar els cònsols de la vila de Cotlliure per encarregar-li el retaule major, dedicat a la Verge dels Àngels.
En aquesta època, Josep Sunyer també va fer el retaule de Sant Vicenç, de Prats de Lluçanès Hi va intervenir activament Segimon Pujol, format a l'obrador manresà dels Grau i el primer d'una nissaga d'escultors catalans que s'allargà en cinc generacions.
Aquests serien alguns dels retaules que se'n tenen constància:
- Retaule major de Sant Pere de Prada (1697-1699),
- Retaule major de Cotlliure (1698-1701),
- Retaule de l'altar major de Llonat, Els Masos, (1700),
- Retaule major de Llívia (1700-1704),
- Retaule major de l'església de Nostra Senyora la Real de Perpinyà (c. 1700), cremat en un incendi que va afectar tota la parròquia ja al segle xviii,
- Retaule major d'Òpol (c. 1707),
- Retaule major de Jóc (c. 1710),
- Retaule major del santuari de Font-romeu (1704-1707),
- Retaule de Bula d'Amunt[1]
- Retaule lateral de la Verge del Roser, d'Oceja (1699)
- Retaule lateral de la Verge del Roser, de Vinçà (1710-1713)
- Retaule lateral de la Puríssima Sang de Cotlliure (1699)
- Retaule lateral de Sant Galderic (c. 1714)
- Retaule lateral de Sant Joan Baptista de Prada (1713)
- Retaule lateral de Sant Eloi de Puigcerdà (1711)
- Retaule lateral de Sant Sebastià de Puigcerdà (1712)

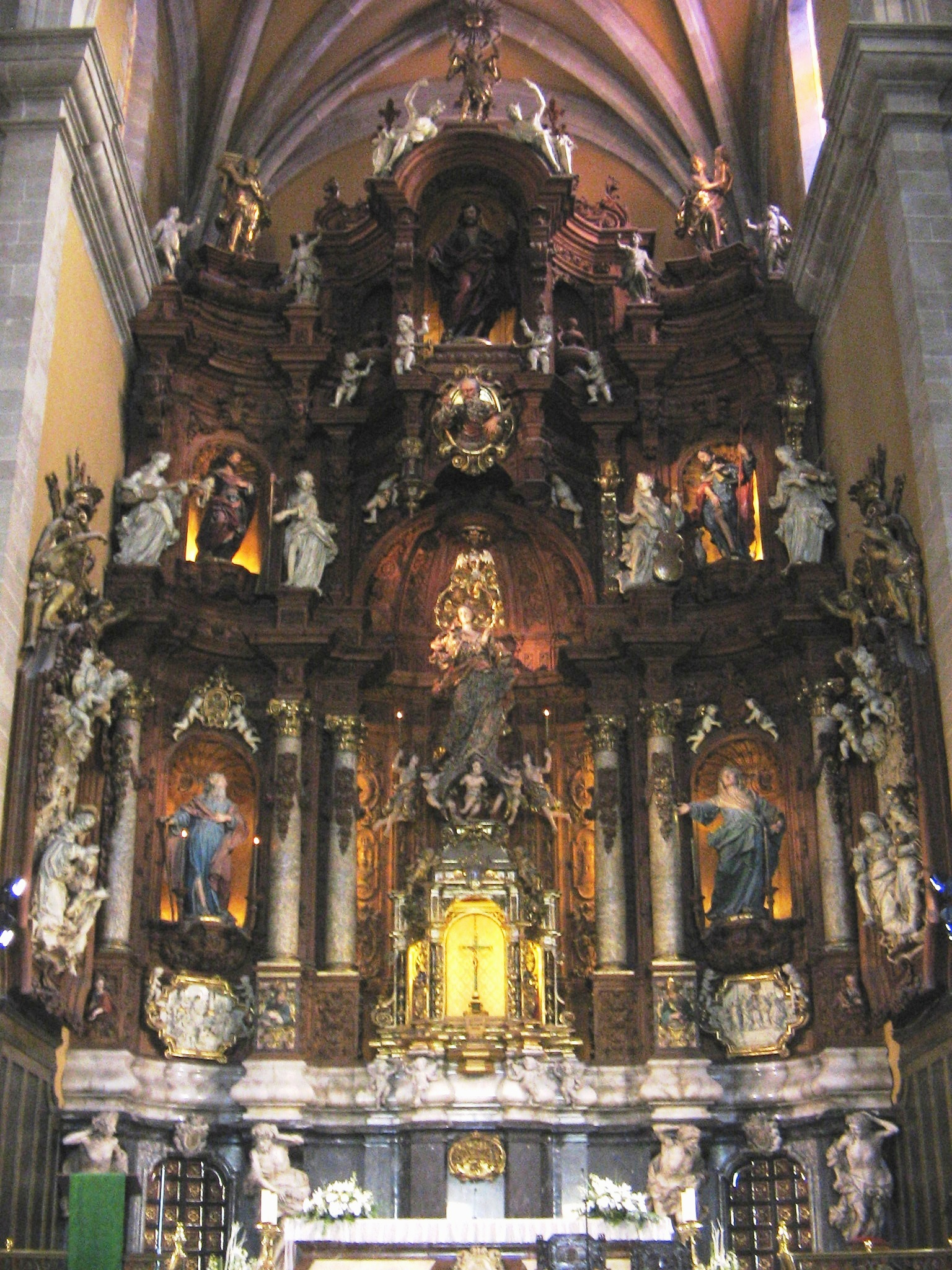
Retaule Major de Santa Maria d'Igualada.1718-1729. Jacint Morató i Josep Sunyer

i altres obres a Vilafranca de Conflent, Catllà de Conflent, Tuïr, Ro (1704) i Càldegues.

## Catalunya
Malgrat l'estabilitat professional que tenia al seu obrador rossellonès, cap al 1715 torna a la seva ciutat natal. Hi fa un projecte ambiciós: la nova decoració de les capelles de la Seu de Manresa, calcinades per l'incendi de 1714. Així, executà el nou cadirat del cor i el retaule de la capella del Santíssim, de la seu el 1715, el sepulcre del canonge Mulet i una imatge de la Mare de Déu dels Dolors per a l'església de Sant Miquel el 1718. De forma paral·lela comença el retaule major de l'església de Santa Maria d'Igualada (1718-1729), segurament el més important de Josep Sunyer.
El 1721 va realitzar el retaule de Santa Clara, de Vic, amb la col·laboració del mestre vigatà Jacint Morató. Són també d'aquest període els retaules de l'Àngel Custodi i de Sant Antoni Abat, de la Seu de Manresa (1723) i un Sant Crist, de Santa Margarida de Montbui (1722). L'any 1724 a la drassana de Barcelona, va haver de col·laborar, ell i disset operaris més, entre els quals Jacint Morató, en la decoració d'una nova galera capitana, un encàrrec del superintendent Joan Antoni de Marimon. Els anys 1720-1729 va realitzar l'exornació de l'interior de la Cova de Sant Ignasi de Manresa.
Entre el 1735 i el 1739 s'estava a Barcelona, on intervingué en la decoració de la capella del Roser, del Convent de Santa Caterina (Barcelona), i en la construcció del Monument de Setmana Santa de la catedral (1735). D'aquest període barceloní es conserven les vuit escultures d'aquest monument (cinc àngels amb atributs de la Passió) i tres Virtuts Teologals, conservades a la Seu de Barcelona. El 1740 es feu càrrec de l'obra del retaule de la capella del Claustre, de Solsona, començada per Jacint Morató un any abans, i el 1745 contractava el de Sant Pere, de la seu manresana. Sembla que a partir de 1747, per l'avançada edat i la gota, va deixar de treballar i les últimes obres documentades de Josep Sunyer són de caràcter arquitectònic: com l'església nova de Joncadella (1748) i l'acabament de la façana meridional de la Santa Cova, de Manresa (1749).

## Vida familiar
Josep Sunyer es va casar dues vegades: la primera, amb una neboda de Francesc Grau, filla de Teresa Grau i Pere Fontanelles, morta el 23 de desembre de 1742; la segona, amb una altra Teresa, de la qual ho desconeixem tot. Amb la primera dona va tenir sis fills com a mínim: Josep Sunyer (III) i Fontanelles, el futur escultor, que moriria mentre col·laborava amb el seu pare, l'any 1736, en la decoració escultòrica de l'avantcapella del Roser del convent de Santa Caterina Màrtir a Barcelona; Miquel Sunyer; Pere Sunyer (I), mort mentre treballava amb el seu pare, l'any 1704, en el retaule major de l'ermita de Font-Romeu; Rosa Sunyer, casada amb Francesc Soler; Teresa Sunyer, esposada amb Josep Quer, i Maria Sunyer, casada amb el daurador Fèlix Escribà. Josep Sunyer i Raurell va morir el 14 de gener de 1751 a casa seva, al carrer de Valldaura, i el dia 16 l'enterraven al convent de Sant Domènec de Manresa.